# بايرون كي يشتنبرغ
بايرون كي يشتنبرغ (بالإنجليزية: Byron K. Lichtenberg) (و. 1948 – م) هو ضابط، ورائد فضاء، ومهندس، وطيار من الولايات المتحدة الأمريكية . ولد في Stroudsburg .

## ريادة الفضاء
شارك في المهمات الفضائية:
- STS-9
- STS-45.

## التعليم
تعلم في جامعة براون، ومعهد ماساتشوست للتكنولوجيا

## مناصب وهيئات
أدار ناسا.

## الخدمة العسكرية
خدم في القوات الجوية الأمريكية.

## جوائز
حصل على جوائز منها:
- جائزة الشجاعة طيران
- وسام الجو.